# Вольф Шольц
Вольф Шольц, або Вольфґанґ Шольц (нім. Wolf або Wolfgang Scholz, пол. Wolfgang Szolc) (1505 ? — 1572 ?)  — львівський купець, лавник (1529—1540), війт (1533, 1534, 1537, 1539), міський райця (1544—1568) та бурґомістр (1554,1556,1559,1561) .

## Життєпис
Походив із Сілезії. Прибув до Львова як купець із Вроцлава за часів короля Сигізмунда І Старого. У 1543 році обраний міським райцею, а пізніше і бургомістром.
Знаний тим, що мав 12 синів і 12 дочок від однієї дружини Беати — доньки львівського патриція Газа (правдоподібно, Мельхіора). Через шлюб у місті жартували, що вовк (Wolf) одружився з зайцем (Hase). Залишив по смерті величезний на той час спадок — 25 000 золотом, окрім того будинки, крамниці та землі.
Разом із братами Якубом та Йоганом — засновник роду львівських патриціїв Шольц-Вольфовичів. Родині Шольц-Вольфовичів належала кам'яниця на площі Ринок, 23 — (конскрипційний номер 47) та не існуюча на сьогодні кам'яниця на місці будинку № 32 площі Ринок у Львові.